# 1688.
◄ | 16. stoljeće | 17. stoljeće | 18. stoljeće | ►
◄ | 1650-ih | 1660-ih | 1670-ih | 1680-ih | 1690-ih | 1700-ih | 1710-ih | ►
◄◄ | ◄ | 1685. | 1686. | 1687. | 1688. | 1689. | 1690. | 1691. | ► | ►►
Arhitektura • Astronomija • Biologija • Glazba • Kazalište • Kemija • Kiparstvo • Knjige • Književnost • Kršćanstvo • Medicina • Politika • Pravo • Promet • Slikarstvo • Znanost

## Događaji
- 5. lipnja - jaki potres u Italiji

## Rođenja
- 29. siječnja – Emanuel Swedenborg, švedski znanstvenik, filozof, teolog i mistik († 1772.)
- 6. srpnja – Ladislav Valentić, hrvatski pisac iz Gradišća († ?)

## Vanjske poveznice
|  | Zajednički poslužitelj ima još gradiva o temi 1688. |